# Atomska fizika
Atomska fizika grana je fizike koja se bavi proučavanjem atoma. Izvorno se je atomska fizika bavila nuklearnom fizikom.

## Atomska i molekularna fizika
Atomska i molekularna fizika je grana fizike koja se bavi istraživanjem strukture atoma i molekula, njihovih energetskih stanja i međudjelovanja s ostalim česticama i poljima. Uspješan je primjer primjene kvantne mehanike. Važniji su ogranci atomska i molekularna spektroskopija, atomski i molekularni snopovi, atomski, molekularni i elektronski sudari, atomska i molekularna fizika na površinama, ionizacija i fizika plazme, lasersko hlađenje i atomske stupice, atomska optika, fotonima inducirana dinamika, klasteri, nelinearna optika i spektroskopija. U nas se laserska spektroskopija razvija u Institutu za fiziku i Institutu Ruđer Bošković u Zagrebu.

## Atomistika
Atomistika je proučavanje strukture i međudjelovanja atoma.

## Istaknuti atomski fizičari
- John Dalton,
- Joseph von Fraunhofer,
- Johannes Rydberg,
- Joseph John Thomson,
- Lise Meitner,
- Ernest Rutherford,
- Enrico Fermi,
- David Bates,
- Niels Bohr,
- Marie Curie,
- Max Born,
- Max Planck,
- Clinton Joseph Davisson,
- Charlotte Froese Fischer,
- Vladimir Fock,
- Douglas Hartree,
- Ratko Janev,
- Sin-Itiro Tomonaga,
- Sheldon Lee Glashow,
- Harrie S. Massey,
- Nevill Mott,
- Mike Seaton,
- John C. Slater,
- George Paget Thomson.